# Grupo Desportivo de Maputo
Pour les articles homonymes, voir GDM.
Le Grupo Desportivo de Maputo (GDM) est un club omnisports mozambicain basé à Maputo.

## Historique
- 1921 : fondation du club sous le nom de Grupo Desportivo de Lourenço Marques
- 1976 : le club est renommé Grupo Desportivo de Maputo

## Palmarès

### Football
- Championnat du Mozambique (6)
  - Champion : 1977, 1978, 1983, 1988, 1995, 2006
  - Vice-champion : 1976, 1984, 1989, 2004, 2007, 2008, 2009

- Coupe du Mozambique (2)
  - Vainqueur : 1981, 2006
  - Finaliste : 1989

- Supercoupe du Mozambique (1)
  - Vainqueur : 2007
  - Finaliste : 1982

### Basket-ball
Féminin
- Coupe d'Afrique des clubs champions
  - Vainqueur : 2007 et 2008
  - Finaliste : 2010

- Championnat du Mozambique
  - Vainqueur : 1968, 1969, 1973, 1989, 2008, 2009 et 2010[2]
  - Finaliste : 1966, 1971 et 2004

Masculin
- Championnat du Mozambique
  - Vainqueur : 1960, 1961, 1963, 1964, 1968, 1969, 1977, 1978, 1980, 1982, 1990, 2002, 2003 et 2015[3]
  - Finaliste : 1966, 1971, 1979, 2010 et 2011